# Пирогів Юрій Опанасович
Пирогі́в Ю́рій Опанасович, «Ніколаєв», «Макаренко» (20 жовтня 1894, Житомир — після 1930) — український військовий діяч, підполковник Армії УНР.

## Життєпис

### В Армії УНР
У роки Першої світової війни — у російській армії. Останнє звання в РІА — підпоручик. В Українській армії — з грудня 1917 р. З 17 грудня 1917 р. — вартовий старшина Генерального військового Секретаріату Центральної Ради. Станом на 16 серпня 1919 р. — начальник штабу 12-ї Селянської дивізії Дієвої Армії УНР. У складі збірної бригади Збірної Київської дивізії брав участь у Першому Зимовому поході. Згодом служив у 4-й Київській дивізії Армії УНР. З 20 вересня по 30 листопада 1921 р. у складі загону генерала Нельговського брав участь у партизанському рейді по Радянській Україні.

### Агент ДПУ
З 1921 р. — на еміграції у Польщі. З 1921 по 1923 рр. був начальником розвідувального сектору при французькому консульстві в Румунії. 14 січня 1923 р. був призначений Юрком Тютюнником т.в.о. Командувача Південної повстанчої групи. У червні 1923 р. разом з Тютюнником виїхав до радянської України. Працював на ДПУ під прізвищем Ніколаєв, Макаренко. З Харкова був відправлений у розпорядження Вінницької ДПУ. Отримав завдання налагодити зв'язки з української еміграцією в Польщі та Румунії та знешкоджувати її антибільшовицьку роботу.
Для проведення агентурної роботи переїхав з Вінниці до Кам'янця-Подільського, де місцеві органи ДПУ мали надавати йому технічну допомогу. Однак зазначена робота окрім технічної вимагала значних матеріальних витрат. Тому виникла суперечка між кам'янецькою і вінницькою ДПУ. Кам'янець-Подільські чекісти вимагали передати завдання по розкладу української еміграції до сфери їхньої діяльності. Просив у Тютюнника та Йосипа Добротворського допомоги у налагодженні зв'язків з української еміграцією в Польщі.